# Elvia
Elvia là một chi bướm đêm thuộc họ Geometridae.